# ペール・ベルゲルード
ペール・ベルゲルード（Per Bergerud、1956年6月28日 - ）は、ノルウェー、ブスケルー県Flesberg出身の元スキージャンプ選手。1970年代後半から1980年代前半に活躍した。

## プロフィール
1974/75シーズンのジャンプ週間で国際大会デビュー。
1976年のインスブルックオリンピック代表となるが70m級43位、90m級26位に終わる。
1978年のジャンプ週間、インスブルックで初優勝。
また1979年のホルメンコーレン大会で優勝した。
1980年のレークプラシッドオリンピックに再び出場、70m級18位、90m級16位だった。このシーズンから始まったスキージャンプ・ワールドカップでは1勝をあげて総合17位となった。
1982年、自国のオスロで開催されたノルディックスキー世界選手権で団体戦金メダルを獲得した。
1985年の世界選手権では90m級で金メダル、70m級で銅メダルを獲得した。
1985年にホルメンコーレン・メダルを受賞（アネッテ・ボーエ、グンデ・スヴァンと同時に受賞）した。
ワールドカップでは通算4勝（2位5回3位6回）、総合は1982-1983シーズンの5位が最高位だった。
ノルウェー選手権で合計8度優勝している。